# Univerzita kardinála Stefana Wyszyńského
Univerzita kardinála Stefana Wyszyńského (polsky Uniwersytet Kardynała Stefana Wyszyńskiego) je státní univerzita v polské Varšavě. Byla založena v roce 1999 a pojmenována po Stefanu Wyszyńském.
Univerzita se hlásí k odkazu teologických oddělení Varšavské univerzity a Jagelonské univerzity. Tato oddělení byla zrušena komunistickým režimem a místo nich byla vytvořena Akademie katolické teologie, která ovšem byla polskou katolickou církví plně uznána až po pádu komunismu v roce 1989. V roce 1999 pak byla přeměněna v současnou univerzitu kardinála Stefana Wyszyńského.

## Rektoři
- 1999-2005 — Roman Bartnicki
- 2005-2010 — Ryszard Rumianek (zahynul při havárii Tu-154 u Smolenska)
- 2010-2012 - Henryk Skorowski
- 2012-2020 – Stanisław Dziekoński
- od 2020 -   Ryszard Czekalski